# Hirtaeschopalaea robusta
Hirtaeschopalaea robusta är en skalbaggsart som beskrevs av Stefan von Breuning 1938. Hirtaeschopalaea robusta ingår i släktet Hirtaeschopalaea och familjen långhorningar. Inga underarter finns listade i Catalogue of Life.